# Guskovići
Guskovići är en ort i Bosnien och Hercegovina.   Den ligger i entiteten Federationen Bosnien och Hercegovina, i den sydöstra delen av landet, 50 km sydost om huvudstaden Sarajevo. Guskovići ligger 773 meter över havet och antalet invånare är 110.
Terrängen runt Guskovići är kuperad. Närmaste större samhälle är Goražde, 8,9 km öster om Guskovići. 
I omgivningarna runt Guskovići växer i huvudsak lövfällande lövskog. Runt Guskovići är det ganska tätbefolkat, med 93 invånare per kvadratkilometer.